# HD 80094
HD 80094，又名CP-57 1949，SAO 236772、HR 3691，是一颗恒星，视星等为6.02，位于銀經277.65，銀緯-6.57，其B1900.0坐标为赤經9h 12m 33.2s，赤緯-57° -6.57′ 17″。